# Харакат уль-Муджахидин
Харакат уль-Муджахидин (урду حرکت المجاہدین الاسلامی‎, сокр. ХУМ) — пакистанская исламистская группировка действующая в Кашмире. Ранее была связана Аль-Каидой и Усамой бен Ладеном.
Группировка признана террористической организацией Бахрейном, ООН, Великобританией и США.. Основатели группировки откололись от Харкат-уль-Джихад-аль-Исламия, пакистанской группировки, сформированной в 1980 году для борьбы с советским военным присутствием в Афганистане. Организация признана Правительством Индии террористической и запрещена.

## История

### После войны в Афганистане
Харкат-уль-Муджахидин откололся от группировки Харкат-уль-Джихад-аль-Исламия в 1985 году. В 1989 году, по окончании войны в Афганистане, группировка вошла в политику Кашмира с помощью боевиков под руководством Саджада Афгани и Музаффара Ахмада Бабы. В 1993 году группа объединилась с Харкат-уль-Джихад-аль-Исламия и образовала Харкат-уль-Ансар.
Сразу после слияния Индия арестовала трех высокопоставленных членов: Насруллу Мансура Лангаряла, главу группировки в ноябре 1993 года; Маулана Масуда Азхара, генерального секретаря в феврале 1994 года, и Саджада Афгани (Саджад Саджид) в том же месяце в Сринагаре. Музаффар Ахмад Баба был убит в столкновении с индийскими пограничниками в Пандан Новхатте в январе 1994 года.
В ответ группа осуществила несколько похищений в попытке освободить своих лидеров, но все они потерпели неудачу. Она была связана с кашмирской группировкой аль-Фаран, которая похитила пятерых иностранных туристов в Кашмире в июле 1995 года; один, норвежец Ханс Кристиан Остро, был убит в августе 1995 года, а четверо других были убиты в декабре того же года.
В 1997 году США обвинили Харкат-уль-Ансар в связях с бен Ладеном и объявили её террористической организацией, в ответ она переименовала себя в Харкат-уль-Муджахидин.
В 1999 году Саджад был убит во время побега из тюрьмы, что привело к захвату группировкой рейса 814 Indian Airlines, пойдя на уступки угонщикам, правительство Индии освободило Масуда Азхара, Ахмеда Омара Саида Шейха и Муштака Ахмеда Заргара. Однако Азхар не вернулся в ХУМ, предпочтя вместо этого сформировать в начале 2000 года группировку Джаиш-е-Мухаммад, имеющую еще более радикальную позицию, чем ХУМ.

### После терактов 11 сентября
Группа снова привлекла внимание США после терактов 11 сентября 2001 г., в результате которых президент Джордж Буш-младший вновь запретил организацию, на этот раз под новым названием «Харкат-уль-Муджахидин».
Многолетний лидер группы Фазлур Рехман Халил в середине февраля 2000 года ушел с поста эмира ХУМ, передав бразды правления популярному кашмирскому командиру и его заместителю Фаруку Кашмири. Халил занял пост генерального секретаря ХУМ.
Считается, что у ХУМ есть несколько тысяч вооруженных сторонников, базирующихся в пакистанском Кашмире, а также в южных регионах Индии, Кашмире и Дода. На вооружении у них могут находиться легкие и тяжелые пулеметы, автоматы, минометы, взрывчатка и ракеты. Часть членов организации перешли на сторону Джаиш-е-Мухаммада.
Группа базируется в Музаффарабаде, Равалпинди и нескольких других городах Пакистана и Афганистана, но ее члены ведут повстанческую и террористическую деятельность в основном в Кашмире.
Нынешний лидер группировки Фазлур Рехман Халил открыто проживает в пригороде Исламабада Голра Шарифе. Он отрицает какие-либо контакты с Усамой бен Ладеном.
По данным The New York Times, изъятые мобильные телефоны Усамы бен Ладена свидетельствуют о продолжающемся контакте Харкат-уль-Муджахидина с Усамой бен Ладеном, его базами и боевиками, которые использовались совместно с Талибаном в течение многих лет после войны в Афганистане.

## Признание террористической организацией
Страны, указанные ниже, официально включили Харакат-уль-Муджахидин в список террористических организаций.
| Страна         | Дата            | Прим.  |
| -------------- | --------------- | ------ |
| Бахрейн        |                 | [ 15 ] |
| Великобритания | 14 октября 2005 | [ 5 ]  |
| Индия          |                 | [ 16 ] |
| Канада         | 27 ноября 2002  | [ 17 ] |
| США            |                 | [ 18 ] |

## Харакат уль-Ансар
Харакат уль-Ансар — исламская террористическая организация, основанная Абделькадером Мохтари в 1993 году. Она возникла в результате слияния «Харакат-уль-Муджахедин» и «Харакат-уль-Джихад-аль-Исламия». Многие из его операций проводились в Джамму и Кашмире.
Вскоре после основания несколько членов ее руководства были арестованы индийскими силами безопасности. В ноябре 1993 г. был арестован бывший глава ХуМ Насрулла Мансур Ланграял. В феврале 1994 г. генеральный секретарь Масуд Азхар и главнокомандующий Саджад Афгани были захвачены в плен в районе Чаттаргул округа Анантнаг.
В 1997 году Соединенные Штаты признали ее террористической организацией из-за ее связей с саудовским террористом Усамой бен Ладеном. Запрет серьезно ограничил финансирование группы, и в результате ХуА была реорганизована в возрожденную «Харакат-уль-Муджахедин». В то время Азхар отделился от группы, чтобы сформировать группировку Джаиш-е-Мухаммад. В 1998 году Центральное разведывательное управление США в своем отчете заявило: «Харакат уль-Ансар, исламская террористическая организация, которую Пакистан поддерживает в своей опосредованной войне против индийских войск в Кашмире, все чаще использует террористическую тактику против жителей Запада и случайные нападения на мирных жителей, которые могут привлечь жителей Запада для продвижения своей панисламской программы». ЦРУ также заявило, что группировка похитила не менее 13 человек, 12 из которых были из западных стран в период с начала 1994 по 1998 год.